# Грејт Бенд (Пенсилванија)
Грејт Бенд (енгл. Great Bend) град је у америчкој савезној држави Пенсилванија.

## Демографија
По попису из 2010. године број становника је 734, што је 34 (4,9%) становника више него 2000. године.
| Група             | 2000.       | 2010.       |
| Белци             | 691 (98,7%) | 714 (97,3%) |
| Афроамериканци    | 1 (0,1%)    | 0 (0,0%)    |
| Азијати           | 7 (1,0%)    | 3 (0,4%)    |
| Хиспаноамериканци | 0 (0,0%)    | 10 (1,4%)   |
| Укупно            | 700         | 734         |